# Strażnica KOP „Mińska”

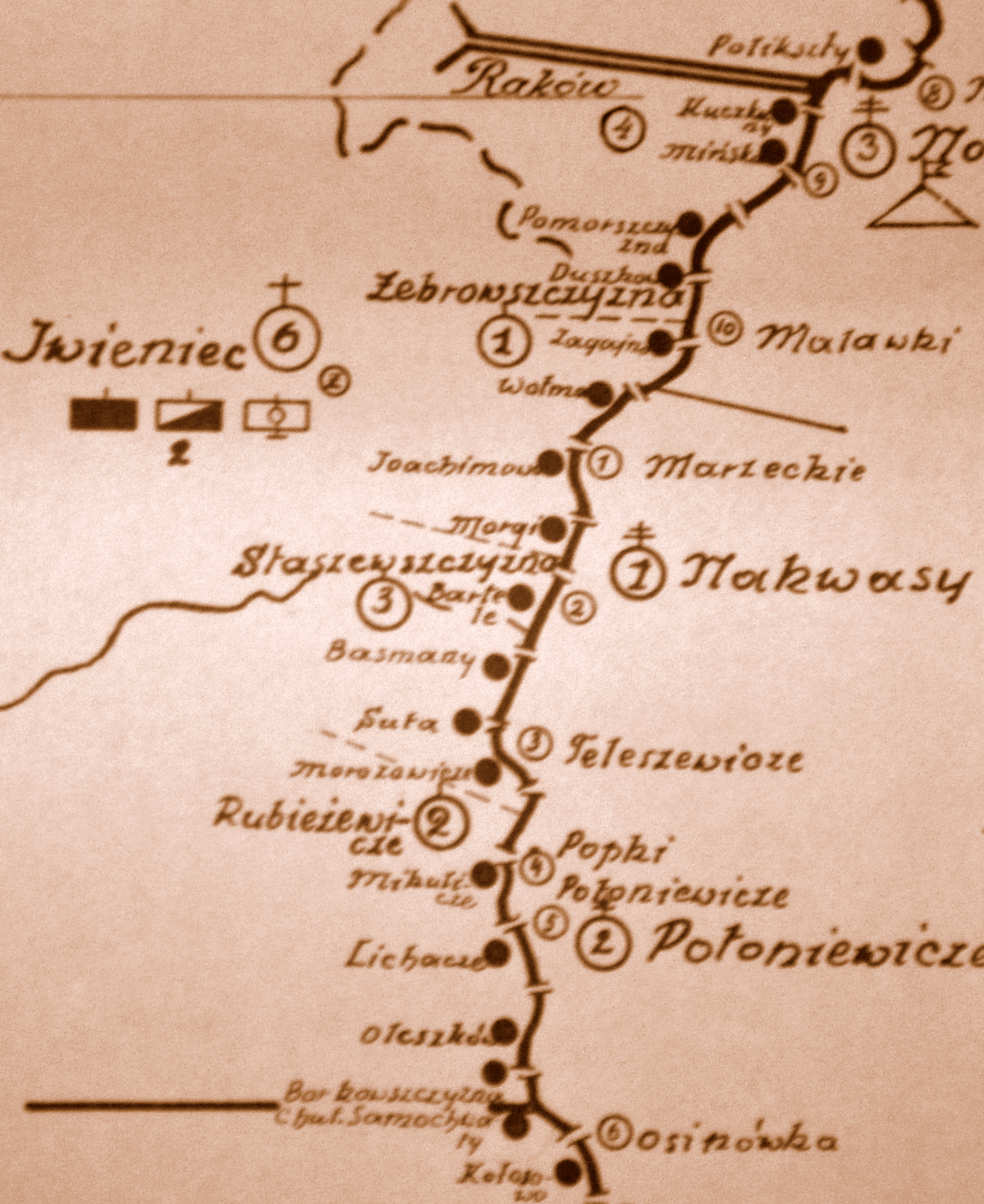
Rozmieszczenie batalionu KOP „Iwieniec” w 1931

Strażnica KOP „Mińska” im. mjr. Ignacego Oziewicza – zasadnicza jednostka organizacyjna Korpusu Ochrony Pogranicza pełniąca służbę ochronną na granicy polsko-sowieckiej.

## Formowanie i zmiany organizacyjne
W 1924, w składzie 3 Brygady Ochrony Pogranicza, został sformowany 6 batalion graniczny. W 1928 w skład batalionu wchodziło 12 strażnic. Strażnica KOP „Mińska” w latach 1928–1934 znajdowała się w strukturze 2 kompanii KOP „Raków” . W komunikacie dyslokacyjnym z 1938 nie występuje. Strażnica liczyła około 18 żołnierzy i rozmieszczona była przy linii granicznej z zadaniem bezpośredniej ochrony granicy państwowej.
W 1930 strażnicy nadano imię mjr. Ignacego Oziewicza.
W 1932 obsada strażnicy zakwaterowana była w budynku popolicyjnym.

## Służba graniczna
Podstawową jednostką taktyczną Korpusu Ochrony Pogranicza przeznaczoną do pełnienia służby ochronnej był batalion graniczny. Odcinek batalionu dzielił się na pododcinki kompanii, a te z kolei na pododcinki strażnic, które były „zasadniczymi jednostkami pełniącymi służbę ochronną”, w sile półplutonu. Służba ochronna pełniona była systemem zmiennym, polegającym na stałym patrolowaniu strefy nadgranicznej, wystawianiu posterunków alarmowych, obserwacyjnych i kontrolnych stałych, patrolowaniu i organizowaniu zasadzek w miejscach rozpoznanych jako niebezpieczne, kontrolowaniu dokumentów i zatrzymywaniu osób podejrzanych, a także utrzymywaniu ścisłej łączności między oddziałami i władzami administracyjnymi. Strażnice KOP stanowiły pierwszy rzut ugrupowania kordonowego Korpusu Ochrony Pogranicza.
Strażnica KOP „Mińska” w 1932 ochraniała pododcinek granicy państwowej szerokości 4 kilometrów 365 metrów od słupa granicznego nr 647 do 654.
Sąsiednie strażnice:
- strażnica KOP „Kuczkuny” ⇔ strażnica KOP „Pomorszczyzna” - 1928[2], 1929[3], 1931[4] , 1932[5], 1934[6]

## Dowódcy strażnicy
- plut. Władysław Grochowski (był 30 VII 1936)[12]